# Huntingburg
Huntingburg is een plaats (city) in de Amerikaanse staat Indiana, en valt bestuurlijk gezien onder Dubois County.

## Demografie
Bij de volkstelling in 2000 werd het aantal inwoners vastgesteld op 5598.
In 2006 is het aantal inwoners door het United States Census Bureau geschat op 6069, een stijging van 471 (8,4%).

## Geografie
Volgens het United States Census Bureau beslaat de plaats een oppervlakte van
9,4 km², geheel bestaande uit land. Huntingburg ligt op ongeveer 152 m boven zeeniveau.

## Plaatsen in de nabije omgeving
De onderstaande figuur toont nabijgelegen plaatsen in een straal van 20 km rond Huntingburg.